# Xenylla rhodesiensis
Xenylla rhodesiensis är en urinsektsart som beskrevs av Womersley 1926. Xenylla rhodesiensis ingår i släktet Xenylla och familjen Hypogastruridae. Inga underarter finns listade i Catalogue of Life.